# Łojowice (Wiązów)
Łojowice (deutsch: Louisdorf) ist ein Dorf in der Stadt- und Landgemeinde Wiązów im Powiat Strzeliński der Woiwodschaft Niederschlesien in Polen.

## Geographie
Das Angerdorf Łojowice liegt zehn Kilometer südlich von Wiązów (Wansen), 13 Kilometer südöstlich von  Strzelin (Strehlen) und 50 Kilometer südöstlich von Breslau in der Schlesischen Tiefebene. Durch Łojowice verläuft die Woiwodschaftsstraße 378.
Nachbarorte von Łojowice sind im Westen Żeleźnik (Eisenberg) und im Norden Krajno (Krain).

## Geschichte

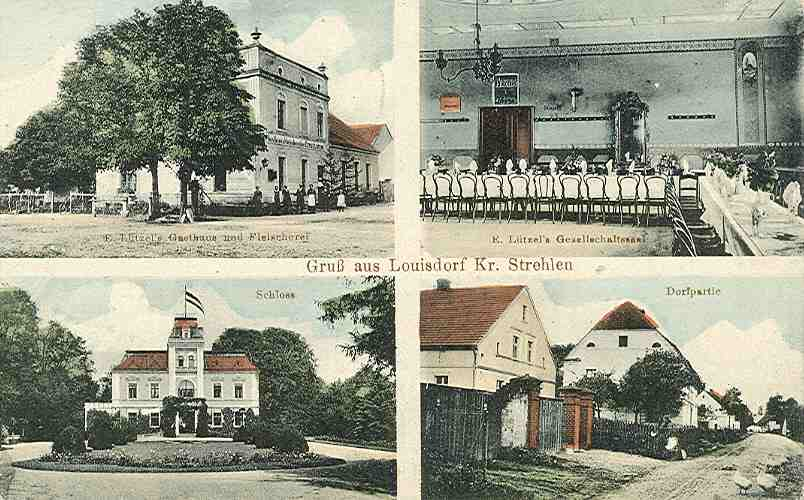
Postkarte von Louisdorf aus dem Jahr 1920

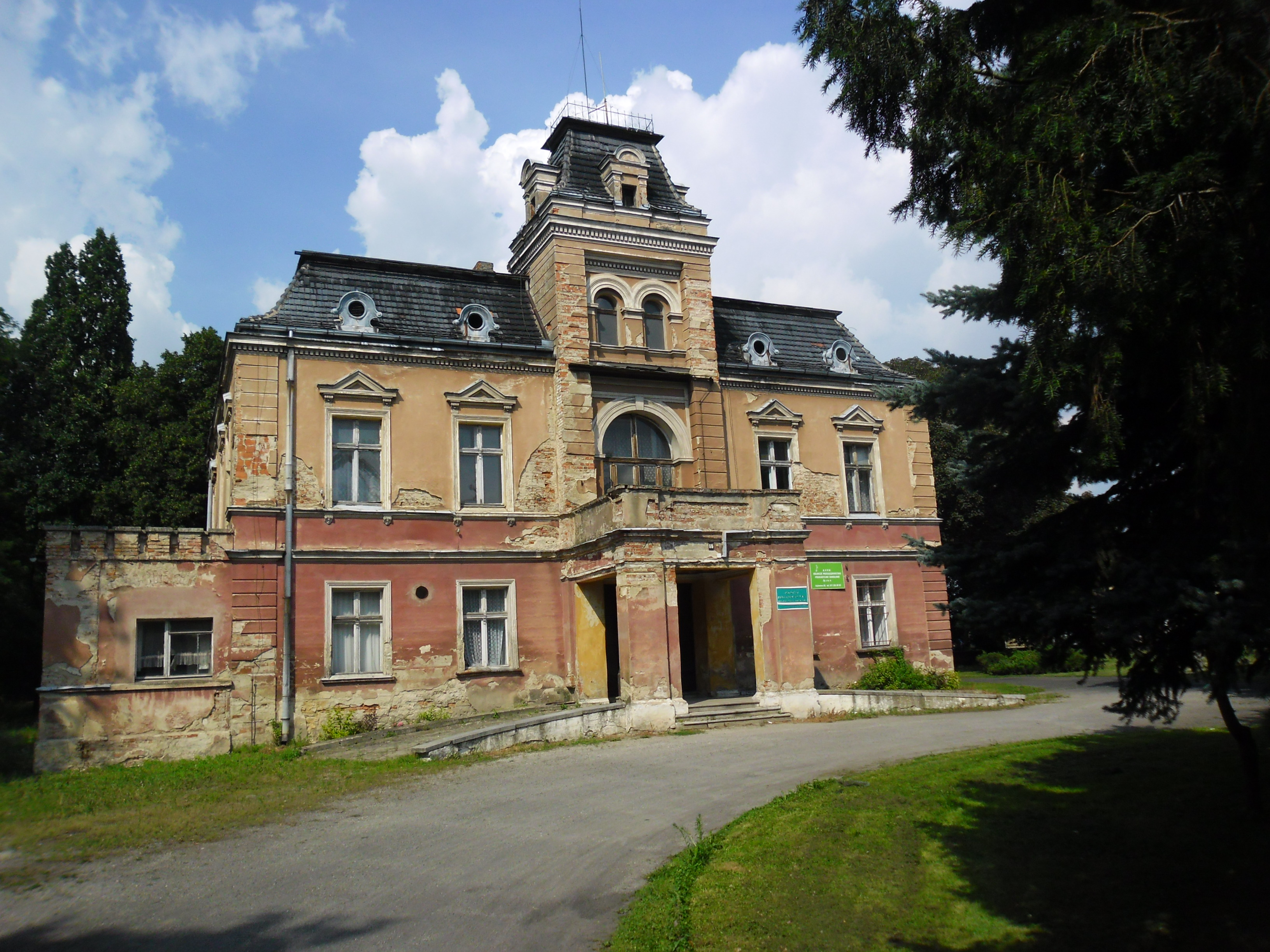
Schloss Louisdorf

Der Ort wurde erstmals 1450 als Ludwigsdorf erwähnt.
Nach dem Ersten Schlesischen Krieg 1742 fiel Louisdorf zusammen mit dem größten Teil Schlesiens an Preußen.
Nach der Neugliederung Preußens gehörte die Landgemeinde Louisdorf ab 1815 zur Provinz Schlesien und war ab 1816 dem Landkreis Strehlen eingegliedert, mit dem es bis 1945 verbunden blieb. 1874 wurde der Amtsbezirk Louisdorf gebildet, dem die Landgemeinden Eisenberg und Louisdorf sowie die gleichnamigen Gutsbezirke gehörten. Erster Amtsvorsteher war der Rittergutsbesitzer Graf von der Recke-Volmerstein in Louisdorf. 1885 zählte der Ort 385 Einwohner. 1933 zählte Louisdorf 383, 1939 waren es 349 Einwohner.
Als Folge des Zweiten Weltkriegs fiel Louisdorf 1945 mit dem größten Teil Schlesiens 1945 an Polen. Nachfolgend wurde es in Łojowice umbenannt und der Woiwodschaft Breslau angegliedert. Die deutsche Bevölkerung wurde, soweit sie nicht vorher geflohen war, weitgehend vertrieben. Die neu angesiedelten Bewohner waren zum Teil Heimatvertriebene aus Ostpolen, das an die Sowjetunion gefallen war.

## Sehenswürdigkeiten
- Das Schloss Louisdorf (polnisch Pałac Łojowice) wurde 1824 erstmals erwähnt. Um 1840 wurde es von den Herren von der Recke erweitert um umgebaut und  Ende des 19. Jahrhunderts im Stil der Neorenaissance umgebaut. Seit 1987 steht es unter Denkmalschutz.[2]
- Schlosspark – seit 1984 unter Denkmalschutz[2]
- Ruine der Orangerie
- Reste des Mausoleoums für Elisabeth von Carnap
- Evangelischer Friedhof

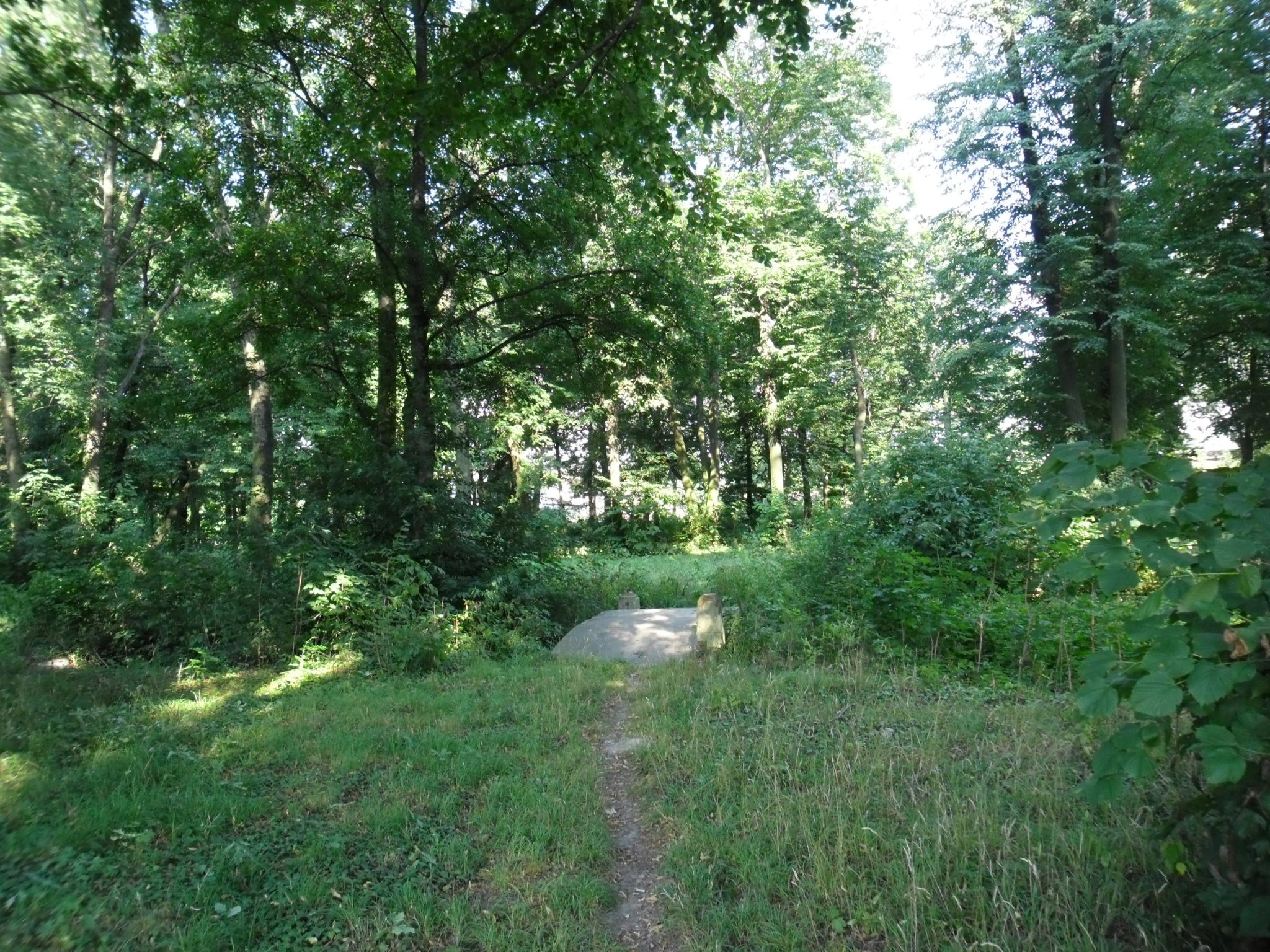
Schlosspark
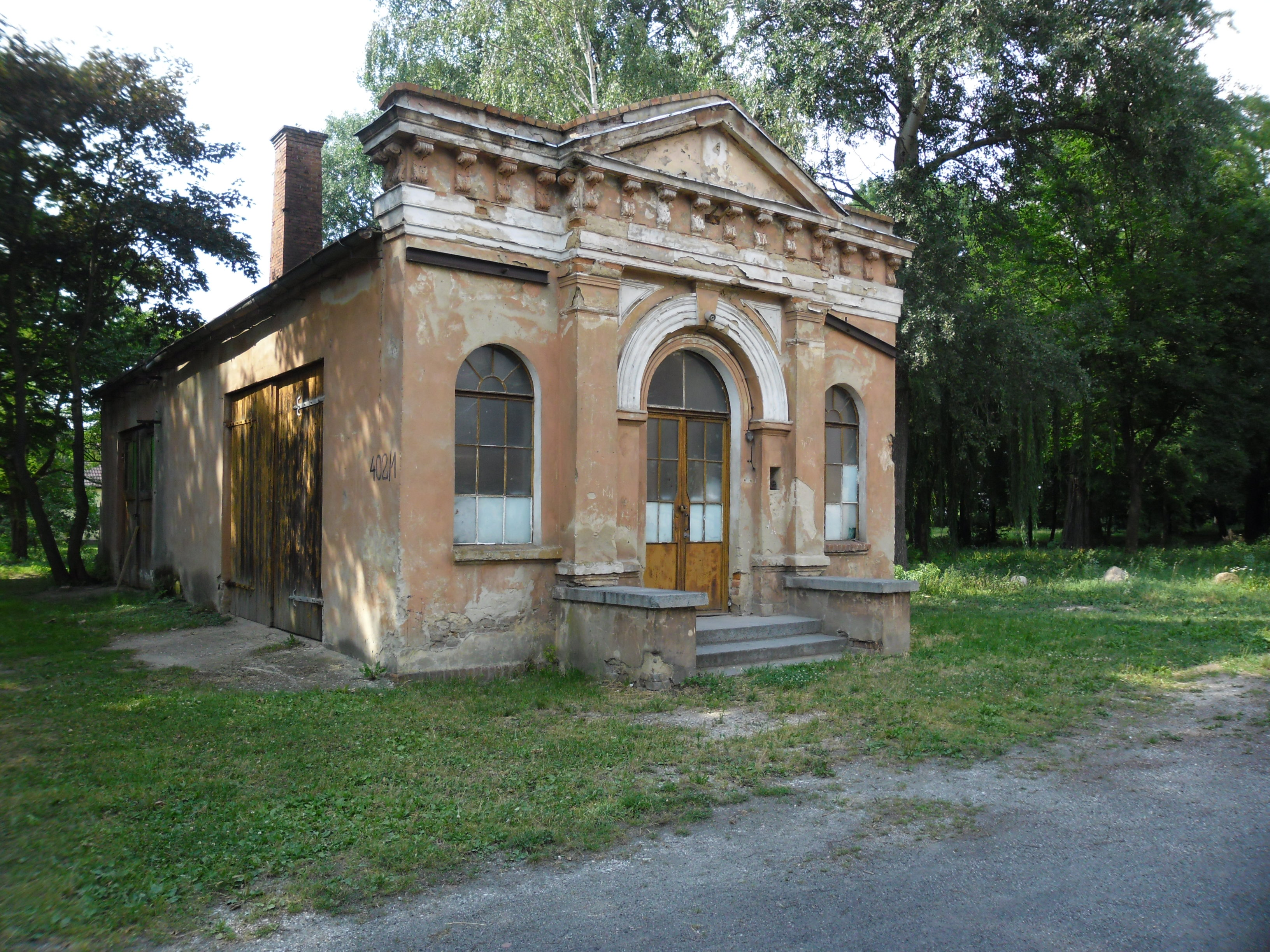
Orangerie
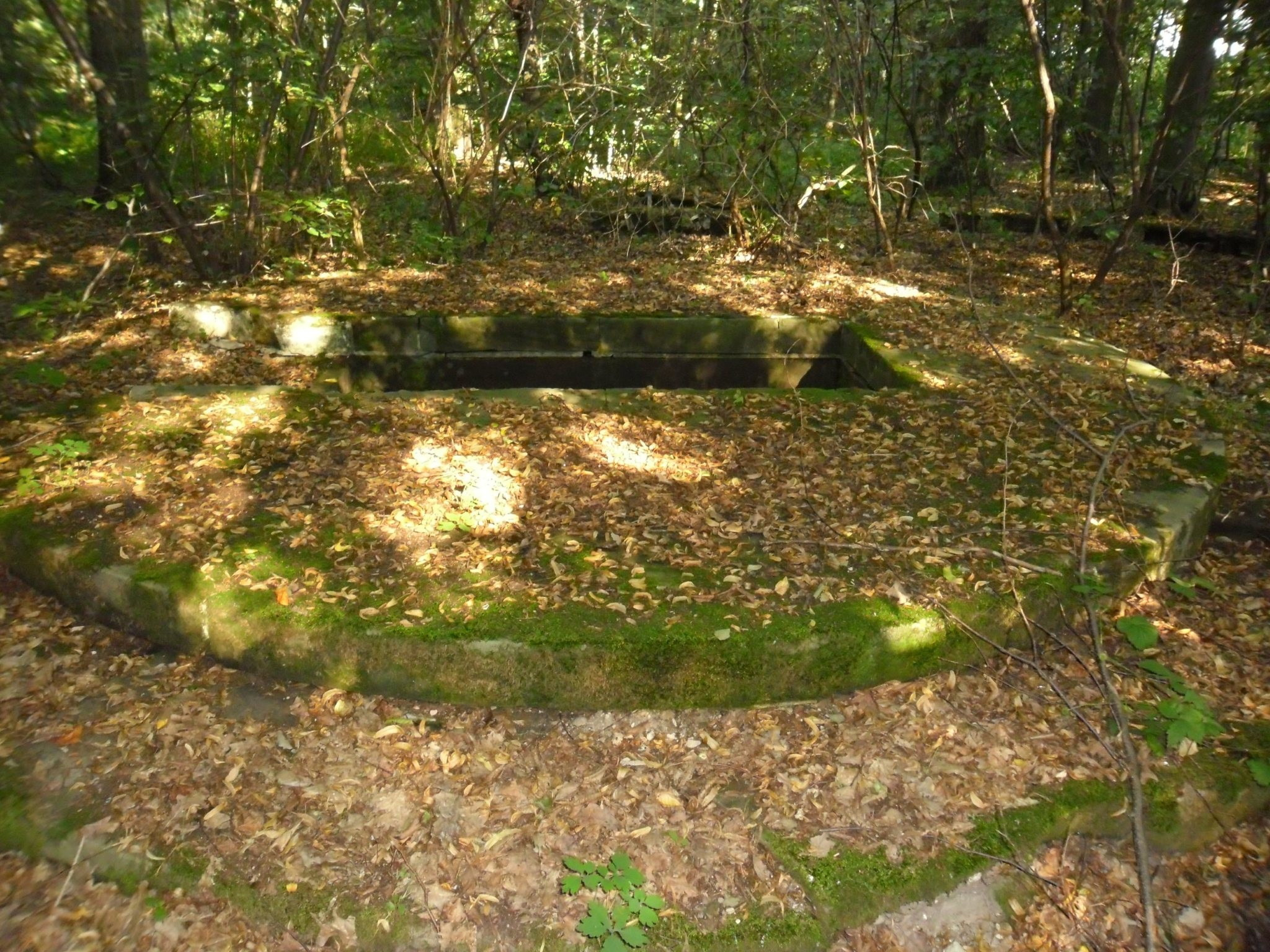
Reste des Mausoleums